# 攻撃的兵器
攻撃的兵器（こうげきてきへいき、英: offensive weapons）は、日本国政府の「内閣による憲法解釈」では、性能上専ら相手国国土の「壊滅的な破壊のためにのみ用いられる（only for the mass destruction）」兵器であり、核兵器の運搬手段として理解されてきた概念である。

## 概要
日本国において「性能上専ら相手国国土の壊滅的な破壊のためにのみ用いられる」ものであり、「自衛のための必要最小限度の範囲を超え、いかなる場合にも保有が許されない」、「日本国憲法第9条で保持が禁止されている『戦力』に該当する兵器」と解されており、ICBM、長距離戦略爆撃機、攻撃型空母が例示されている。
このうち、「壊滅的な破壊」とは、「防御するよりは攻撃的に相手に大きな損害を与えて戦意をくじく考え方に基づき、核攻撃機などによって都市やあるいは工業地帯などが壊滅的な破壊を受けるような状況」を意味し、壊滅的な破壊力を持った兵器として、一発で二十万人の犠牲者が発生した広島に落とされた原爆が例示されている。このような「相手に大きな被害を与えること、そのことをもってそれを抑止力とするような物」を攻撃的兵器と定義している。
これは、都市部などに核報復を行うという脅しによって、敵に対して自国への攻撃を思いとどまらせる「懲罰的抑止」の考え方に基づき、主として核兵器によって相手の都市部や人口密集地に対して耐え難い損害を与えることを目的とする、核戦略の専門用語でいうところのカウンターバリュー（英語: Countervalue）戦略の手段としての兵器である。
一方で、戦後の憲法解釈では、平和安全法制における憲法解釈変更以前の民主党政権時代も通じて、拒否的抑止の手段としてのカウンターフォース（英語: Counterforce）能力たる敵基地攻撃能力の保有も核兵器の保有も憲法9条のもとで「可能」との解釈が一貫して維持されている。

## ICBM

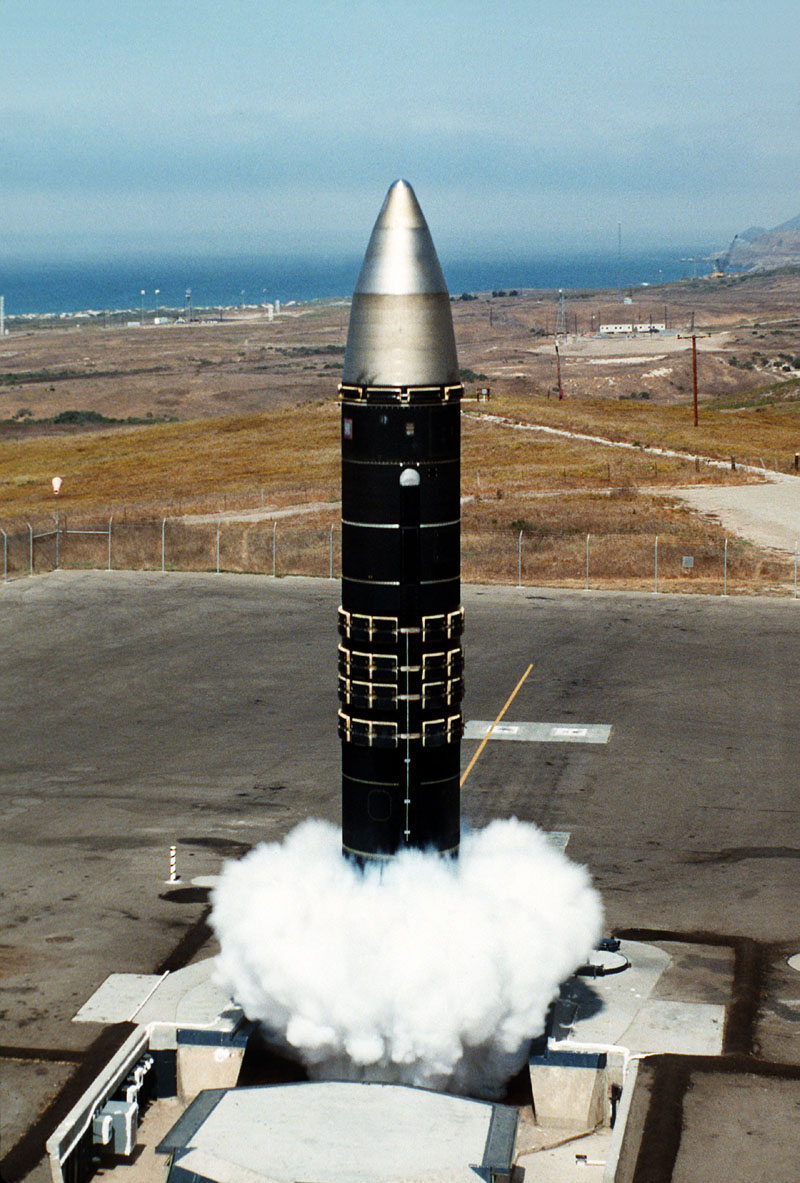
発射されるピースキーパーICBM

- 国際条約上、ICBMとは『アメリカ本土とソ連本土を結ぶ最短距離である5,500km以上の射程を有する弾道ミサイル[13]』と定義されている。

日本政府は
- 「ICBM、IRBM、ポラリスSLBMは戦略核兵器[14]」であり、「 ICBMに限らず、IRBMやMRBM等という区分は核弾道ミサイルを射程で区分した言い方[15]」であって、「大陸に撃ち込む為の核搭載のMRBMは攻撃的兵器に該当する」と解釈する[16]など、「ICBM以外の弾道弾であっても、他国に侵略的、攻撃的な脅威を与えるようなもの、また国土の壊滅的な破壊をするような物は保有できない[17]」と解している。
- 一方で、「ICBM並の射程を持つ非核弾道ミサイルは（1978年の答弁時点では）存在していない[17]として、憲法上保有が可能か否かの判断は示されてない。

## 長距離戦略爆撃機

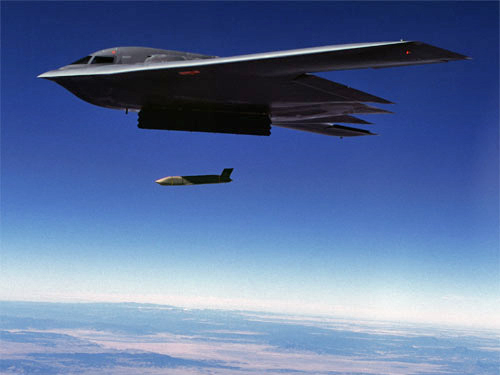
AGM-158巡航ミサイルを投下するB-2爆撃機

- 国際条約及び日本国の国会制定法律上、長距離戦略爆撃機（long-range strategic bombers）の定義は存在しない[注 2]。

日本政府は「長距離戦略爆撃機」とは
- 「本土防衛あるいは自衛のためというよりは、より遠距離を飛んで相手の国土そのものを攻撃するために専ら用いられる兵器であり、核搭載の有無よりも、その使用形態から専守防衛・自衛のための装備ではなく、専ら他国の攻撃に用いられる兵器として、自衛の必要最小限度の範囲を超える[20]」ものであり、仮に敵基地攻撃能力を保持する際においても長距離戦略爆撃機の保有は選択肢から除外される[21]と解している。
- 一方で「自衛権の三要件を満たした上で、相手国の領空内に戦闘機が入って、その戦闘機から爆撃をする事は排除されない[22]」としている。
- 長距離戦略爆撃機の具体的な例として、アメリカの「B-52[23]」、ソ連の「Tu-95ベア、M-4バイソン[24]」が例示されている。

## 攻撃型空母

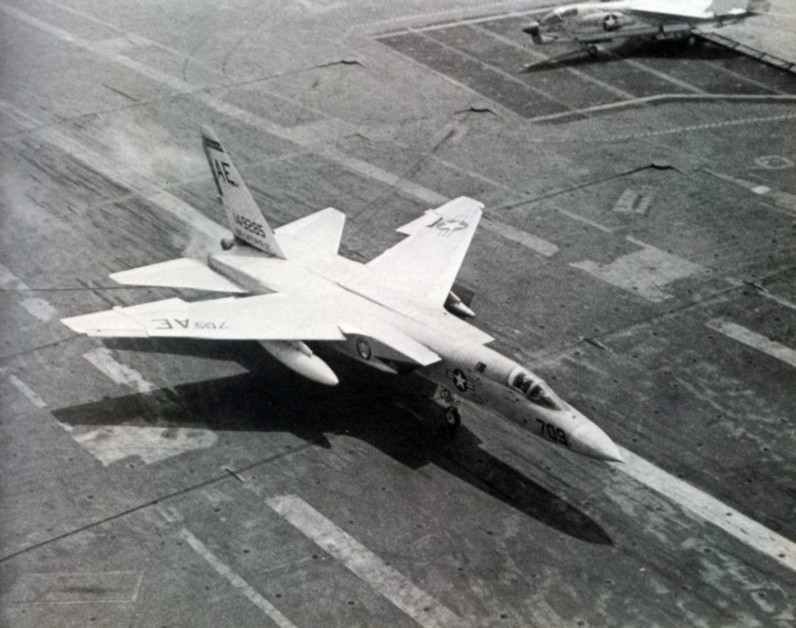
CVAN-65に着艦するVAH-7所属のA-5A

- 国際条約及び日本国の国会制定法律上、攻撃型空母の定義は存在しない。「攻撃空母」という分類が存在した時期はあったものの、これは攻撃型空母とは異なるものと指摘されている[25]。

日本政府は攻撃型空母を
- 「極めて大きな破壊力を有する爆弾を積めるなど大きな攻撃能力を持つ多数の対地攻撃機を主力とし、その性能上専ら相手国の国土の壊滅的破壊のために用いられる[26]」
- 「他国の国土を壊滅的に破壊するほどの能力を持った空母であり、核兵器等の大量破壊兵器を搭載することができる空母[27]」

と定義しており、「核攻撃が可能な航空機を搭載した米国の空母を攻撃型空母の例」として例示している。
- 一方で「対潜水艦用の例えばヘリコプター搭載空母というようなもの、垂直離着陸機のみを搭載するような空母は、対潜水上空母・軽空母であり持ちえない物では無い[30]」として憲法解釈上保有が許されない攻撃型空母とは別種の艦艇であると定義し、「防衛のための空母は持ち得る[31][32]」と解されている。
- ただし、相手国の領空内に戦闘機が入って、その戦闘機から爆撃をする事は敵基地攻撃能力の手段から除外されない[22]ものの、仮に1万トン程度の空母であっても、ハリアー攻撃機又はそれが性能向上した物が「海外の領域を攻撃する任務を与えられるようなものとして設計され、製造され、そのようなシステムとして機能する場合」は一種の攻撃型空母になり得ると解されている[33][注 3]。

なおアメリカ軍は、重攻撃飛行隊（VAH）を解体して空母での戦略核運用を廃止した後、1975年までに攻撃型空母（CVA）という艦種分類は廃止された。その後1994年の「核態勢の見直し」 (NPR) の非戦略核戦力の項目において空母艦載型の核・非核両用機への核兵器搭載能力を除去を決定しており、2012年までに空母を含むすべての水上戦闘艦艇から核兵器を撤去・解体を完了した。

## 攻撃的兵器に該当しない例
日本国政府の憲法解釈上、攻撃的兵器に該当しないとされる具体的な例は下記の通り。

### 戦術核兵器
- 厳密には「核拡散防止条約の遵守義務、原子力基本法の核兵器禁止規定により防御的、小型、戦術的のものでも核兵器の保有は許されない[39]」としつつ、憲法9条第2項の解釈に限定すれば、「自衛のための必要最小限度を超えない実力を保持する事は憲法九条二項によっても禁止されておらず、自衛のため必要最小限度の範囲内に属する核兵器というものがあれば保有が可能[40]」であり、「大陸に撃ち込むのではなく、局地的なところで防御をする為の小型の核兵器とは憲法上、攻撃的兵器とはみなされず保有が可能[16]」と解されている。
- 保有可能な戦術核兵器の一例として、「核地雷[41]」、スパルタンやスプリントのような「核搭載型弾道弾迎撃ミサイル」が「純粋に防御的な核兵器[42]」として挙げられている。また、「ボマークや核搭載型ナイキ・ハーキュリーズといった対爆撃機用核搭載型地対空ミサイルは全般的にいえば純粋に防御的な核兵器[43]」と解されている。
- また戦術核兵器の中でも対空用途以外にパーシング、サージャント、ランス、オネストジョン、リトルジョン、１～２キロトン程度の低出力の核砲弾等が存在し[44]、仮に低出力の核兵器であろうと非常に足の長い長射程のものは他国に脅威を与える攻撃的兵器と解され得るが、射程数十㎞程度の防御的なものであれば、憲法で禁じてない核兵器と見なせると解されている[45]。

### 化学兵器・生物兵器
- 各種禁止条約（化学兵器禁止条約、生物兵器禁止条約 ）を順守する上で実際の保有は制約されるものの、純粋に憲法9条上の解釈では「純防御的なる化学兵器とか生物兵器というものがもしあるのであれば、憲法上保有する事は可能[46]」と解されている。
- 一例として、日本国は陸上自衛隊化学学校において、特定物質の毒性から人の身体を守る方法に関する研究を行う国の施設[注 4]として、少量（10kgまで）の特定物質の製造が許可されており、2002年から2012年にかけては、サリン、ソマン、タブン、ルイサイト、VXガス等の多種の特定物質を年間グラム単位で合成している[47]。この際、化学兵器禁止条約に則り、化学兵器の生産・保有状況について、数年ごとに国際機関・化学兵器禁止機関（OPCW）の査察も受け入れている。[48]

### スタンド・オフ・ミサイル
- 巡航ミサイルについて、「長距離を飛翔し、広島の核と比べて極めて大きい破壊力を持つ核兵器を搭載するもの」は壊滅的な破壊を与えるものであるが、「比較的短距離を飛翔し、核を搭載していないもの」は壊滅的な破壊力というよりは、目標に正確に到達する兵器に過ぎないとしている[49]。
- 核兵器を搭載していない非核のトマホークミサイルについて、「攻撃的兵器に該当する場合[注 5]」には保有する事が出来ないとしている[52][注 6]。
- スタンド・オフ・ミサイルは、「一層厳しさを増す安全保障環境を踏まえ、諸外国の航空能力の進展が著しい中、我が国防衛に当たる自衛隊機が相手の脅威の圏外から対処できるようにすることで、自衛隊員の安全を確保しつつ、我が国を有効に防衛するために導入するものであり、あくまでも、専守防衛の下、国民の生命・財産と領土・領海・領空を守り抜くため、自衛隊の装備の質的向上を図る観点から導入するものであることから、これを保有することは、自衛のための必要最小限度の実力を超えるものではない[53][54]」として、あくまでも敵の脅威圏外からこれを攻撃し、自衛隊がより安全に日本の防衛にあたることができるようにするためのものであるため、これは攻撃的兵器にはあたらないと整理されている[29]。
- スタンド・オフ・ミサイルとして、「JSM」、「JASSM」、「LRASM」及び「12式地対艦誘導弾能力向上型」が例示されている[55][56]。